# Їржі Руснок
Їржі Руснок (чеськ. Jiří Rusnok; нар. 16 жовтня 1960, Острава, ЧССР) — чеський політик, прем'єр-міністр Чехії (2013—2014).

## Біографія
Народився 16 жовтня 1960 року у Остраві.
У 1984 році закінчив Празький університет економіки (в теперішній час — Вища школа економіки).
Кар'єру почав в Держплані, потім працював у федеральному міністерстві стратегічного планування та Федеральному міністерстві праці та соціальних справ. Протягом шести років працював консультантом, керівником соціально-економічного відділу у Чесько-моравської конфедерації професійних союзних спілок. У серпні 1998 року призначений заступником міністра праці та соціальних справ, з квітня 2001 року по червень 2002 року був міністром фінансів, з червня 2002 року по березень 2003 року займав посаду міністра промисловості та торгівлі Чехії.
Після 2003 року займався бізнесом. У 2005—2012 роках був президентом Асоціації пенсійних фондів. З 2006 р. по 2013 рік — голова ради директорів та головний виконавчий директор пенсійного фонду ING. З 2009 року Голова Ради громадського контролю аудиту. З 2010 року — член Національної економічної ради уряду Чехії.
У 1998—2010 роках був членом Чеської соціал-демократичної партії.
Після скандалу, пов'язаного з обвинуваченням деяких членів уряду у корупції, а також скандалу пов'язаного з Яною Надьовою, керівником апарату Петра Нечаса, останній пішов у відставку з посади прем'єр-міністра. На його місця президент Чехії Земан 25 червня 2013 року призначив Їржи Руснака.